# Montrose (Illinois)
Montrose é uma vila localizada no estado americano de Illinois, no Condado de Cumberland e Condado de Effingham.

## Demografia
Segundo o censo americano de 2000, a sua população era de 257 habitantes.
Em 2006, foi estimada uma população de 260, um aumento de 3 (1.2%).

## Geografia
De acordo com o United States Census Bureau tem uma área de
1,8 km², dos quais 1,8 km² cobertos por terra e 0,0 km² cobertos por água.

## Localidades na vizinhança
O diagrama seguinte representa as localidades num raio de 16 km ao redor de Montrose.